# Tulwitz
Tulwitz è una frazione di 508 abitanti del comune austriaco di Fladnitz an der Teichalm, nel distretto di Weiz, in Stiria. Già comune autonomo, il 1º gennaio 2015 è stato aggregato a Fladnitz an der Teichalm assieme all'altro comune soppresso di Tyrnau.